# Küçükorhan, Orhaneli
Küçükorhan là một xã thuộc huyện Orhaneli, tỉnh Bursa, Thổ Nhĩ Kỳ. Dân số thời điểm năm 2011 là 124 người.